# Kadokawa Daisaku
Kadokawa Daisaku (門川 大作 (Môn Xuyên Đại tác)/ Kadokawa Daisaku) là chính khách người Nhật Bản và là thị trưởng hiện tại của Kyōto, cố đô của Nhật Bản và bây giờ là thủ phủ của Kyōto.